# Partia Liberalna (Hiszpania, 1976–1989)
Partia Liberalna (hiszp. Partido Liberal) – nieistniejąca już hiszpańska liberalna partia polityczna. Przestała istnieć w 1989 roku, kiedy to połączyła się z Sojuszem Ludowym (AP) i weszła w skład konserwatywnej Partii Ludowej (PP). Jej ostatnim przewodniczącym był José Antonio Segurado.